# Systém jakosti v pozemních komunikacích
Systém jakosti v pozemních komunikacích (SJ-PK) se zabývá řízením výstavby v pozemních komunikacích dle Ministerstvem dopravy stanoveného předpisu (Metodického pokynu).
Metodický pokyn MD je zveřejněn na webu www.pjpk.cz v aktuální podobě a odkazuje na průběžně aktualizované Technologické postupy a Technické kvalitativní podmínky staveb v pozemních komunikacích v rámci ČR. 
Organizace plnící požadavky metodického pokynu, TP a TKP jsou nezávislou stranou prověřeny a o svých kompetencích mají vydané potvrzení jako součást povinně udržovaného systému kvality dle ISO 9001.